# John Searl

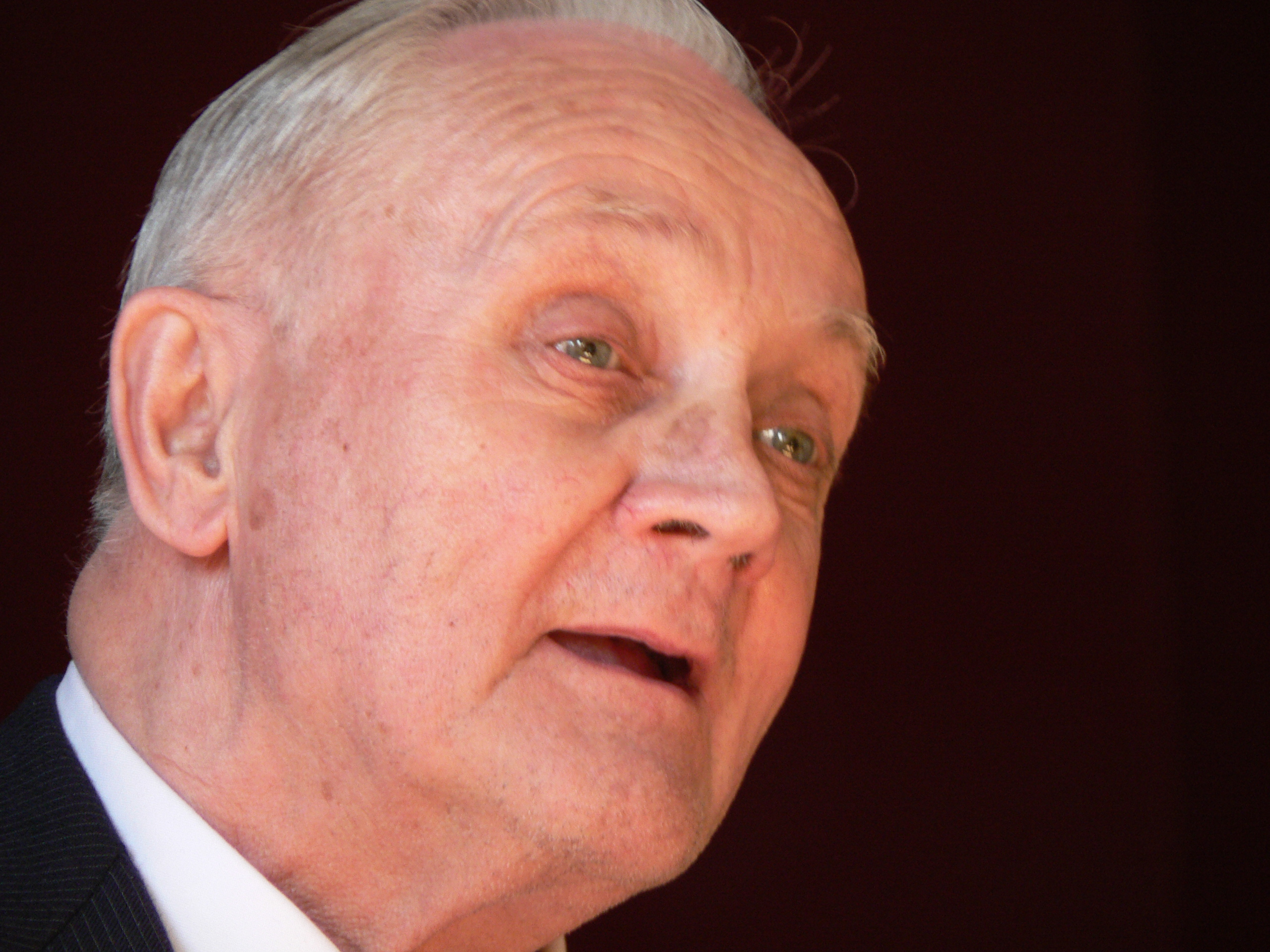
John Searl

John Roy Robert Searl nacido el 2 de mayo de 1932 es un inventor británico de Wantage en Inglaterra.
Desde 1946 hasta 1956, Searl dijo inventar y construir un objeto autodenominado "Generador a efecto Searl" (Searl Effect Generator-SEG) con capacidad de antigravedad y de móvil perpetuo, en violación de la primera ley de la termodinámica.